# Priscilla Allen
Priscilla Lawson Allen (Buffalo, Nova Iorque, 19 de Julho de 1938 - La Jolla, Califórnia, 14 de Agosto de 2008) foi uma atriz estadunidense, conhecida pelo seu papel da "Senhora Gorda" em O Vingador do Futuro, de 1990.
Priscilla atuou ao longo de quarenta anos no palco do San Diego Theatre. Fez carreira no San Diego Repertory Theatre e teve mais de duas dezenas de papéis no Starlight Musical Theatre, no Vantage Theatre e no North Coast Repertory Theatre. 
Priscilla foi casada com Dennis Allen.